# فرقة المشاة الخفيفة التسعين (الفيرماخت)
فرقة المشاة الخفيفة التسعين فرقة مشاة خفيفة للجيش الألماني خلال الحرب العالمية الثانية التي كانت في شمال أفريقيا وكذلك سردينيا وإيطاليا. لعبت الفرقة دورًا رئيسيًا في معظم الأعمال ضد الجيش الثامن البريطاني في حملة الصحراء الغربية واستسلم في النهاية للحلفاء في المراحل الأخيرة من حملة تونس في مايو 1943. أعيد تشكيلها في وقت لاحق في عام 1943 ونشرت في سردينيا وعندما فشل غزو الحلفاء المتوقع لسردينيا، تم نقل الفرقة إلى إيطاليا. انخرطت في إجراءات ضد الحلفاء في إيطاليا من عام 1943 إلى سبتمبر 1944 عندما تم إدراج الفرقة على أنها «مدمرة» جنوب بولونيا.

## التاريخ

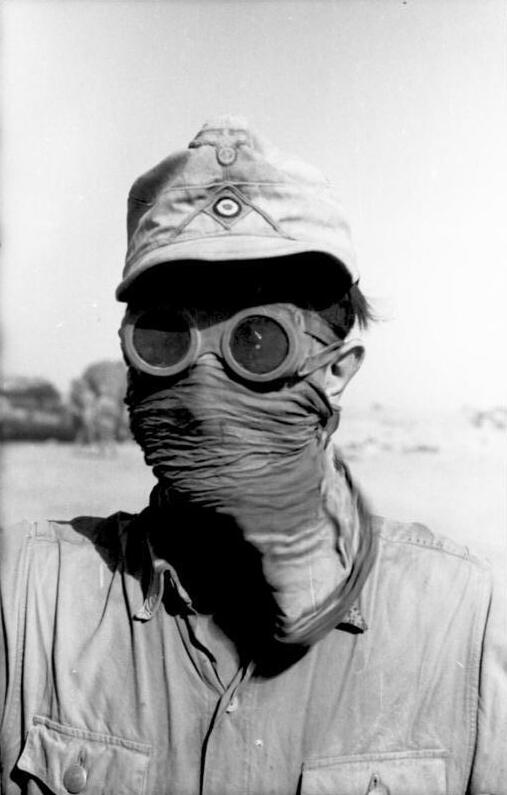
مشاة ألماني يطلب الحماية من غبار الصحراء: الصحراء الغربية: 1942.

## جرائم حرب
كتورطت الفرقة في عدد من جرائم الحرب في إيطاليا بين أغسطس 1944 وأبريل 1945، حيث تم إعدام ما يصل إلى خمسة مدنيين في كل حادث. 

### اقتباسات
1. ↑  "90. Panzer-Grenadier-Division" (بالإيطالية). Atlas of Nazi and Fascist Massacres in Italy. Archived from the original on 2020-03-31. Retrieved 2018-09-20.